# Medina Jedida
Medina Jedida est une délégation tunisienne dépendant du gouvernorat de Ben Arous.
En 2004, elle compte 42 603 habitants dont 21 545 hommes et 21 058 femmes répartis dans 9 702 ménages et 11 110 logements.